# 太赫兹无损检测
太赫兹无损检测（Terahertz nondestructive evaluation），是一種應用太赫波域电磁辐射设备進行檢測、分析及评估的技術。这些装置和技术可用來评估材料、元件或系统的性质，而不会對它們造成损伤。
太赫兹成像是一種新兴和受到重視的无损检测技术。在制药、生物医学、安全、材料科學及航空航天等行业裡，用于电介质（不导通，即绝缘体）材料分析和质量控制。它已經被證實可以有效檢查顏料與被覆的分層 、偵測陶磁與複合材料的缺陷
，以及斷層掃瞄画作與手稿的物理结构。使用THz波於非破坏性评估，可進行多层结构体的检查，并能识别异物、夹杂物、脱粘分层、机械冲击破坏、热损伤异常和水或液压流体的侵入。